# Национальная библиотека Сербии
Национальная библиотека Сербии (серб. Народна библиотека Србије) расположена в Белграде, в общине Врачар. Её здание признано памятником культуры Белграда.

## История
Основание библиотеки связано с историческим событием февраля 1832 года, когда Димитрие Давидович, издатель первой сербской газеты, обратился с письмом к князю Милошу Обреновичу. В ноябре того же года князь распорядился отправлять обязательные экземпляры в Национальную библиотеку.
Во время Первой мировой войны здание библиотеки и её собрания пострадали в результате бомбардировок, поэтому оставшиеся собрания были перевезены из Белграда в Ниш и Крагуевац для их сохранения. После окончания войны и согласно Акту о Национальной библиотеке и Закону о печати от 1919 года, библиотека стала центральной государственной и получила право получения обязательных экземпляров публикуемых книг со всего королевства Югославия.
В апреле 1941 года, после начала вторжения стран «оси» в Югославию, в ходе немецких бомбардировок Белграда полностью уничтожили здание библиотеки вместе с собранием книг в 500 000 экземпляров, бесценной коллекцией из 1424 кириллических рукописей и уставов, коллекцией старинных карт и гравюр, насчитывавшей 1500 единиц, коллекцией из 4000 журналов, 1800 газетных заголовков, богатыми и уникальными архивами турецких документов и со всеми списками и каталогами.
После освобождения Белграда в 1944 году, при изменившихся социальных условиях, начался период интенсивной реконструкции.